# Meritan Shabani
Meritan Shabani (* 15. März 1999 in München) ist ein deutscher Fußballspieler. Er wechselte bereits im Kindesalter zum FC Bayern München, wurde dort Profi, kam aber nur zu einzelnen Einsätzen in der ersten Mannschaft. Seit Juli 2024 steht er beim HNK Gorica unter Vertrag. Der vielseitig einsetzbare Offensivspieler kam 2018 zu zwei Einsätzen für die deutsche U20-Nationalmannschaft.

## Karriere

### Vereine

#### Beginn beim FC Bayern

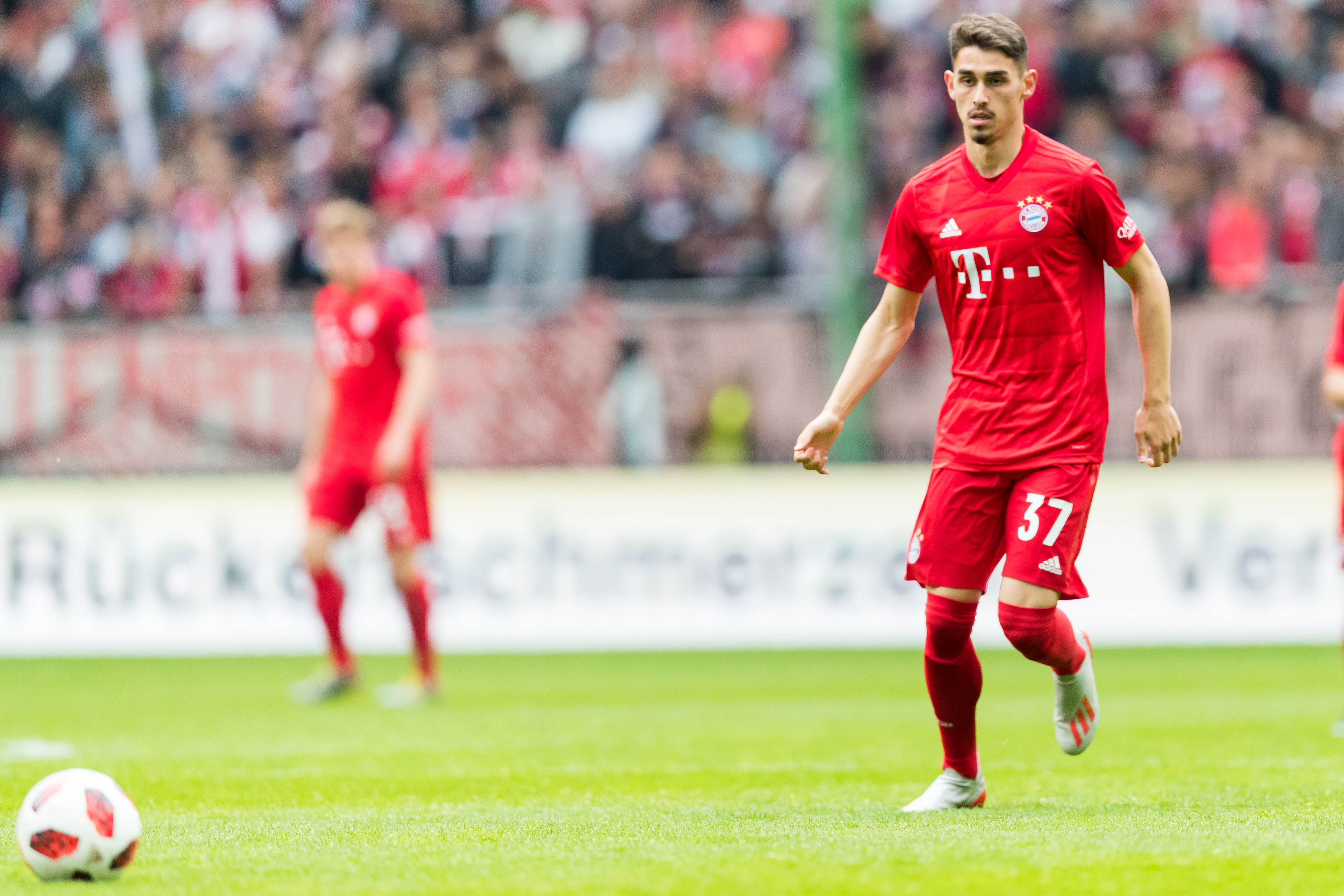
Meritan Shabani im Freundschaftsspiel gegen den 1. FC Kaiserslautern (Mai 2019)

Shabani begann 2005 in Oberschleißheim, unmittelbar nördlich von München gelegen, beim ortsansässigen FC Phönix Schleißheim mit dem Vereinsfußball. Bereits im Jahr darauf wurde er als Siebenjähriger vom FC Bayern München verpflichtet und durchlief in den Folgejahren dort sämtliche Jugendmannschaften. Nachdem er in der Saison 2014/15 noch für die U16 in der B-Junioren-Bayernliga gespielt hatte, wurde er bereits im Sommer 2015, obwohl erst 16 Jahre alt, direkt in die U19 übernommen. Dort konnte er sich schnell in der Mannschaft etablieren, in der er fortan eine feste Größe darstellte. Im Juni 2017 stand er mit seiner Mannschaft im Finale um die deutsche A-Junioren-Meisterschaft und unterlag im Elfmeterschießen gegen Borussia Dortmund.
Im Oktober 2017 kam er zu zwei Kurzeinsätzen für die Amateurmannschaft des FC Bayern in der viertklassigen Regionalliga Bayern.
Nachdem Shabani im März 2018 beim Bundesligaspiel der Profimannschaft in Leipzig auf der Ersatzbank gesessen hatte, stand er am 28. April 2018 beim 4:1-Heimsieg gegen Eintracht Frankfurt in der Startelf, als Trainer Jupp Heynckes bei dem für den FC Bayern nach der bereits gewonnenen Meisterschaft eher bedeutungslosen Spiel im Hinblick auf das drei Tage später anstehende Rückspiel des Champions-League-Halbfinales bei Real Madrid zahlreiche Stammspieler schonte. Shabani wurde in der 56. Minute ausgewechselt.
Am 8. Mai 2018 unterschrieb Shabani einen bis zum 30. Juni 2020 datierten Profivertrag beim FC Bayern. Zur Saison 2018/19 rückte er dann in den Kader der Amateure auf und war wiederum mehrmals bei der Profimannschaft dabei, kam dort aber nicht über Kurzeinsätze und Testspiele hinaus. Bei den Bayern-Amateuren war er unter Trainer Holger Seitz jedoch Stammspieler und gewann in jener Saison nicht nur mit dem Premier League International Cup ein renommiertes Nachwuchsturnier in England, sondern stieg mit der Mannschaft am Ende der Regionalligasaison in die 3. Liga auf.

#### Stationen im Ausland
Nachdem Shabani zum Beginn der Saison 2019/20 unter dem neuen Trainer Sebastian Hoeneß noch zu drei Drittligaeinsätzen (einmal von Beginn) gekommen war, wechselte er Anfang August 2019 nach England zu den Wolverhampton Wanderers. Er unterschrieb dort einen Vertrag mit einer Laufzeit bis zum 30. Juni 2022 und gehörte zunächst dem Kader der U23-Nachwuchsmannschaft an. Nach einigen Einsätzen in der Premier League 2 debütierte er Ende September 2019 unter Nuno Espírito Santo in der Profimannschaft, als er im EFL Cup beim Sieg gegen den Zweitligisten FC Reading gegen Ende der regulären Spielzeit eingewechselt wurde. Bereits nach 16 Minuten musste er das Feld aufgrund eines Kreuzbandrisses wieder verlassen und fiel langfristig aus.
Im September 2020 lief Shabani am 1. Spieltag der Saison 2020/21 wieder für die U23-Nachwuchsmannschaft in einem Pflichtspiel auf. Am Ende des Monats folgte die erste Nominierung in den Spieltagskader für ein Premier-League-Spiel. Mitte Januar 2021 verlängerte der 21-Jährige, der regelmäßig mit der Profimannschaft trainiert, seine Vertragslaufzeit bis zum 30. Juni 2023.
Am 1. Februar 2021 wechselte Shabani bis zum Saisonende der 2020/21 auf Leihbasis zum niederländischen Erstligisten VVV-Venlo. Nach Auslaufen der Leihfrist kehrte er zu den Wolverhampton Wanderers zurück und blieb dort ein Jahr lang.
Ab der Saison 2022/23 spielte er für den Schweizer Erstligisten Grasshopper Club Zürich.

### Nationalmannschaft
Im Herbst 2018 bestritt Shabani zwei Länderspiele für die deutsche U20-Nationalmannschaft, jeweils in der Startelf.

## Erfolge
- Deutscher Meister: 2018, 2019
- DFB-Pokal-Sieger: 2019
- Meister der Regionalliga Bayern: 2019
- Aufstieg in die 3. Liga: 2019